# Матчи мужской сборной России по волейболу 2001
В сезоне 2001 года сборная России приняла участие в 2 официальных турнирах — Мировой лиге и чемпионате Европы, а также отобралась на чемпионат мира будущего сезона.

## Матчи

### Мировая лига. Интерконтинентальный раунд
| № 1(230) | 11.05.2001 Москва. Дворец спорта «Динамо». 4110 зрителей                               | Россия — Венесуэла — 3:0 (25:20, 25:13, 25:19)            | Группа В |
| Россия: Константин Ушаков (2), Игорь Шулепов (7), Андрей Егорчев (13), Роман Яковлев (12), Сергей Тетюхин (2), Алексей Казаков (6), Евгений Митьков (л). Выход на замену: Роман Архипов (2), Максим Терёшин (5), Григорий Афиногенов (1), Александр Косарев (1), Александр Герасимов (4). Венесуэла: Эктор Гусман (0), Томас Эреу (3), Андрес Манзалиньо (0), Эрнандо Гомес (15), Энди Рохас (2), Кеннет Бланка (1), Хорхе Сильва (л). Выход на замену: Мануэль Бланко (1), Магдель Роблес (3), Хосе Поланко (0), Густаво Вальдеррама (1).                                        |                                                                                        |                                                           |          |
| № 2(231) | 12.05.2001 Москва. Дворец спорта «Динамо». 4150 зрителей                               | Россия — Венесуэла — 3:0 (25:17, 25:18, 25:21)            | Группа В |
| Россия: Константин Ушаков (0), Игорь Шулепов (6), Александр Герасимов (13), Роман Яковлев (11), Сергей Тетюхин (2), Алексей Казаков (7), Евгений Митьков (л). Выход на замену: Роман Архипов (0), Максим Терёшин (7), Алексей Егорчев (1), Александр Косарев (8), Григорий Афиногенов (0). Венесуэла: Эктор Гусман (2), Магдель Роблес (7), Андрес Манзалиньо (2), Эрнандо Гомес (13), Энди Рохас (3), Кеннет Бланка (6), Хорхе Сильва (л). Выход на замену: Хосе Поланко (0), Густаво Вальдеррама (6).                                                                           |                                                                                        |                                                           |          |
| № 3(232) | 18.05.2001 Афины. Дворец Мира и Дружбы. 5150 зрителей                                  | Греция — Россия — 3:1 (25:18, 27:25, 22:25, 25:20)        | Группа В |
| Греция: Мариос Гиурдас (16), Теодорос Чатзиантониу (10), Василеос Курнетас (2), Сотириос Панталеон (13), Николас Румелиотис (13), Тонтор Баев (17), Христос Димитракопулос (л). Выход на замену: Крисантос Кириазис (0), Антониос Цакиропулос (0), Антониос Ковацеф (0). Россия: Игорь Шулепов (13), Алексей Казаков (3), Роман Яковлев (7), Константин Ушаков (0), Александр Герасимов (4), Илья Савельев (14), Евгений Митьков (л). Выход на замену: Сергей Тетюхин (4), Роман Архипов (0), Александр Косарев (2).                                                              |                                                                                        |                                                           |          |
| № 4(233) | 19.05.2001 Афины. Дворец Мира и Дружбы. 5950 зрителей                                  | Греция — Россия — 3:0 (25:23, 26:24, 25:21)               | Группа В |
| Греция: Мариос Гиурдас (16), Теодорос Чатзиантониу (4), Василеос Курнетас (2), Сотириос Панталеон (6), Николас Румелиотис (10), Тонтор Баев (12), Христос Димитракопулос (л). Выход на замену: Антониос Цакиропулос (0). Россия: Игорь Шулепов (7), Алексей Казаков (4), Роман Яковлев (6), Константин Ушаков (1), Андрей Егорчев (2), Илья Савельев (10), Евгений Митьков (л). Выход на замену: Сергей Тетюхин (3), Александр Косарев (1), Александр Герасимов (5), Роман Архипов (0).                                                                                           |                                                                                        |                                                           |          |
| № 5(234) | 25.05.2001 Лодзь. Центр спорта. 9565 зрителей                                          | Польша — Россия — 1:3 (33:31, 23:25, 21:25, 23:25)        | Группа В |
| Польша: Анджей Стельмах (7), Пётр Грушка (2), Давид Мурек (18), Рафал Муселяк (4), Роберт Прыгель (2), Марцин Прус (8), Кшиштоф Войцик (л). Выход на замену: Ярослав Станцелевский (8), Павел Папке (19). Россия: Константин Ушаков (2), Илья Савельев (15), Алексей Казаков (8), Роман Яковлев (7), Игорь Шулепов (13), Алексей Егорчев (14), Евгений Митьков (л). Выход на замену: Максим Терёшин (9), Роман Архипов (1), Павел Абрамов (0). |                                                                                        |                                                           |          |
| № 6(235) | 26.05.2001 Лодзь. Центр спорта. 9590 зрителей                                          | Польша — Россия — 0:3 (23:25, 22:25, 19:25)               | Группа В |
| Польша: Анджей Стельмах (1), Пётр Грушка (2), Давид Мурек (8), Марцин Прус (11), Ярослав Станцелевский (4), Павел Папке (11), Кшиштоф Войцик (л). Выход на замену: Михал Бонкевич (2). Россия: Константин Ушаков (0), Илья Савельев (18), Алексей Казаков (4), Максим Терёшин (15), Игорь Шулепов (12), Алексей Егорчев (3), Евгений Митьков (л). Выход на замену: Павел Абрамов (1), Александр Герасимов (1). |                                                                                        |                                                           |          |
| № 7(236) | 1.06.2001 Белгород. Дворец спорта «Космос». 4500 зрителей                              | Россия — Греция — 1:3 (22:25, 23:25, 25:21, 23:25)        | Группа В |
| Россия: Игорь Шулепов (15), Алексей Казаков (11), Роман Яковлев (17), Константин Ушаков (1), Андрей Егорчев (7), Илья Савельев (4), Евгений Митьков (л). Выход на замену: Максим Терёшин (4), Павел Абрамов (0), Александр Герасимов (0), Роман Архипов (1). Греция: Теодорос Чатзиантониу (6), Крисантос Кириазис (8), Василеос Курнетас (1), Антониос Цакиропулос (11), Николас Румелиотис (7), Тонтор Баев (21), Христос Димитракопулос (л). Выход на замену: Сотириос Панталеон (2), Апостолос Арменакис (0), Теодитос Карипидис (4), Василеос Пликас (0), Ильяс Лаппас (13). |                                                                                        |                                                           |          |
| № 8(237) | 2.06.2001 Белгород. Дворец спорта «Космос». 4370 зрителей                              | Россия — Греция — 3:1 (25:18, 25:21, 22:25, 25:13)        | Группа В |
| Россия: Игорь Шулепов (11), Андрей Егорчев (8), Константин Ушаков (2), Илья Савельев (7), Алексей Казаков (10), Роман Яковлев (22), Евгений Митьков (л). Выход на замену: Максим Терёшин (1), Павел Абрамов (7), Александр Герасимов (2), Роман Архипов (1). Греция: Тонтор Баев (12), Теодорос Чатзиантониу (5), Василеос Курнетас (0), Крисантос Кириазис (6), Антониос Цакиропулос (6), Николас Румелиотис (11), Христос Димитракопулос (л). Выход на замену: Сотириос Панталеон (2), Апостолос Арменакис (0), Теодитос Карипидис (4), Василеос Пликас (0), Ильяс Лаппас (10). |                                                                                        |                                                           |          |
| № 9(238) | 8.06.2001 Кабимас. Дворец спорта «Домо Боливариано де Кабимас». 11 800 зрителей        | Венесуэла — Россия — 0:3 (14:25, 21:25, 13:25)            | Группа В |
| Венесуэла: Мануэль Бланко (6), Энди Рохас (5), Андрес Манзалиньо (4), Эктор Гусман (2), Эрнандо Гомес (12), Томас Эреу (5), Хорхе Рейес (л). Выход на замену: Густаво Вальдеррама (1), Эриберто Куэро (1), Кеннет Бланка (0), Родман Валера (1). Россия: Игорь Шулепов (7), Алексей Казаков (10), Роман Яковлев (5), Константин Ушаков (3), Андрей Егорчев (7), Илья Савельев (11), Евгений Митьков (л). Выход на замену: Максим Терёшин (0), Александр Герасимов (8), Павел Абрамов (1).                                                                                         |                                                                                        |                                                           |          |
| № 10(239) | 10.06.2001 Баркисимето. Дворец спорта «Домо Боливариано де Баркисимето». 7625 зрителей | Венесуэла — Россия — 0:3 (11:25, 18:25, 13:25)            | Группа В |
| Венесуэла: Энди Рохас (3), Андрес Манзалиньо (2), Эктор Гусман (1), Эрнандо Гомес (14), Кеннет Бланка (2), Томас Эреу (0), Хорхе Рейес (л). Выход на замену: Мануэль Бланко (1), Густаво Вальдеррама (3), Родман Валера (2). Россия: Игорь Шулепов (10), Алексей Казаков (8), Константин Ушаков (4), Андрей Егорчев (10), Александр Герасимов (14), Илья Савельев (11), Евгений Митьков (л). Выход на замену: Павел Абрамов (0). |                                                                                        |                                                           |          |
| № 11(240) | 15.06.2001 Санкт-Петербург. Дворец спорта «Юбилейный». 4500 зрителей                   | Россия — Польша — 3:0 (25:19, 25:14, 25:19)               | Группа В |
| Россия: Константин Ушаков (0), Илья Савельев (15), Алексей Казаков (7), Роман Яковлев (18), Игорь Шулепов (12), Алексей Егорчев (9), Евгений Митьков (л). Выход на замену: Павел Абрамов (0), Александр Герасимов (0). Польша: Анджей Стельмах (3), Пётр Грушка (9), Давид Мурек (8), Марцин Прус (1), Ярослав Станцелевский (3), Павел Папке (5), Кшиштоф Войцик (л). Выход на замену: Рафал Муселяк (2), Аркадиуш Голась (3). |                                                                                        |                                                           |          |
| № 12(241) | 16.06.2001 Санкт-Петербург. Дворец спорта «Юбилейный». 4220 зрителей                   | Россия — Польша — 2:3 (25:11, 20:25, 25:22, 23:25, 14:16) | Группа В |
| Россия: Роман Архипов (11), Максим Терёшин (11), Алексей Казаков (12), Александр Герасимов (21), Игорь Шулепов (12), Алексей Егорчев (10), Евгений Митьков (л). Выход на замену: Павел Абрамов (л), Григорий Афиногенов (2). Польша: Анджей Стельмах (0), Пётр Грушка (17), Давид Мурек (20), Марцин Прус (2), Ярослав Станцелевский (14), Павел Папке (4), Кшиштоф Войцик (л). Выход на замену: Рафал Муселяк (0), Аркадиуш Голась (6), Лукаш Кадзевич (0), Лукаш Жигадло (2), Пшемыслав Михальчик (6).                                                                          |                                                                                        |                                                           |          |

### Мировая лига. Финал восьми
| № 13(242) | 25.06.2001 Катовице. Стадион «Сподек». 8800 зрителей | Италия — Россия — 2:3 (26:24, 26:28, 24:26, 25:18, 13:15)   | Группа F     |
| Италия: Альберто Чизолла (23), Луиджи Мастранджело (10), Валерио Вермильо (2), Лоренцо Бернарди (21), Алессандро Феи (9), Кристиан Казоли (6), Мирко Корсано (л). Выход на замену: Симоне Розальба (9), Леондино Джомбини (5), Лука Тенкати (0), Матей Чернич (0). Россия: Сергей Тетюхин (10), Алексей Казаков (10), Роман Яковлев (22), Игорь Шулепов (11), Алексей Егорчев (10), Константин Ушаков (1), Евгений Митьков (л). Выход на замену: Александр Герасимов (6), Павел Абрамов (3), Илья Савельев (0), Роман Архипов (1). |                                                      |                                                             |              |
| № 14(243) | 26.06.2001 Катовице. Стадион «Сподек». 4870 зрителей | Россия — Куба — 2:3 (27:29, 25:18, 21:25, 25:22, 13:15)     | Группа F     |
| Россия: Константин Ушаков (2), Илья Савельев (4), Алексей Казаков (12), Роман Яковлев (26), Игорь Шулепов (12), Алексей Егорчев (12), Евгений Митьков (л). Выход на замену: Сергей Тетюхин (5), Александр Герасимов (0), Павел Абрамов (3). Куба: Ален Рока (5), Павел Пимьента (15), Анхель Деннис (21), Леонель Маршаль (15), Иосвани Эрнандес (7), Рамон Гато (10), Иосвани Чамберс (л). Выход на замену: Иван Руис (5), Томас Альдасабаль (3), Хорхе Эрнандес (0).                                                             |                                                      |                                                             |              |
| № 15(244) | 27.06.2001 Катовице. Стадион «Сподек». 4150 зрителей | Россия — Нидерланды — 3:1 (25:23, 25:19, 15:25, 25:18)      | Группа F     |
| Россия: Константин Ушаков (4), Сергей Тетюхин (7), Алексей Казаков (9), Роман Яковлев (19), Игорь Шулепов (12), Алексей Егорчев (9), Евгений Митьков (л). Выход на замену: Илья Савельев (0), Павел Абрамов (0), Александр Герасимов (1), Роман Архипов (0). Нидерланды: Нико Фрерикс (1), Рейндер Нюммердор (12), Майк ван де Гор (3), Ричард Схёйл (23), Йохем де Грёйтер (5), Сандер Олстхорн (3), Йост Койстра (л). Выход на замену: Аллан ван де Ло (11), Ерун Троммел (0), Йоппе Паулидес (3).                               |                                                      |                                                             |              |
| № 16(245) | 29.06.2001 Катовице. Стадион «Сподек». 5300 зрителей | Бразилия — Россия — 3:2 (25:19, 25:19, 24:26, 23:25, 20:18) | 1/2 финала   |
| Бразилия: Маурисио (3), Жиба (16), Хенрике (16), Андре (20), Налберт (21), Густаво (7), Сержио (л). Выход на замену: Джоване (1), Рикардо (0), Данте (0). Россия: Константин Ушаков (4), Игорь Шулепов (17), Алексей Казаков (10), Роман Яковлев (6), Илья Савельев (5), Алексей Егорчев (7), Евгений Митьков (л). Выход на замену: Сергей Тетюхин (11), Павел Абрамов (0), Александр Герасимов (12). |                                                      |                                                             |              |
| № 17(246) | 30.06.2001 Катовице. Стадион «Сподек». 6850 зрителей | Югославия — Россия — 0:3 (20:25, 20:25, 23:25)              | За 3-е место |
| Югославия: Никола Грбич (0), Горан Вуевич (9), Андрия Герич (8), Иван Милькович (12), Слободан Бошкан (6), Дьюла Мештер (4), Эдин Шкорич (л). Выход на замену: Игор Вушурович (4), Райко Йоканович (2). Россия: Роман Архипов (5), Павел Абрамов (8), Алексей Казаков (11), Александр Герасимов (14), Игорь Шулепов (12), Алексей Егорчев (8), Евгений Митьков (л). Выход на замену: Сергей Тетюхин (0), Григорий Афиногенов (0).                                                                                                  |                                                      |                                                             |              |

### Чемпионат мира 2002. Квалификация
| № 18(247) | 6.07.2001 Бурса | Греция — Россия — 3:1 (26:24, 25:20, 21:25, 25:17) | Группа L |
| Греция: ??? Россия: Константин Ушаков, ???. Выход на замену: Роман Архипов, ???. |                 |                                                    |          |
| № 19(248) | 7.07.2001 Бурса | Россия — Эстония — 3:0 (25:11, 25:22, 25:23)       | Группа L |
| Россия: Роман Архипов, Павел Абрамов, Александр Герасимов, Алексей Казаков, Игорь Шулепов, Андрей Егорчев, Евгений Митьков (л). Выход на замену: ???. Эстония: ???.                             |                 |                                                    |          |
| № 20(249) | 8.07.2001 Бурса | Турция — Россия — 0:3 (20:25, 18:25, 19:25)        | Группа L |
| Турция: ???. Россия: Роман Архипов, Павел Абрамов, Александр Герасимов, Алексей Казаков, Игорь Шулепов, Руслан Олихвер, Евгений Митьков (л). Выход на замену: Константин Ушаков, Роман Яковлев. |                 |                                                    |          |

### Чемпионат Европы
| № 21(250) | 8.09.2001 Острава. Дворец культуры и спорта «Витковице». 300 зрителей   | Россия — Болгария — 3:1 (25:13, 25:13, 20:25, 25:18)     | Группа А     |
| Россия: Вадим Хамутцких (2), Павел Абрамов (20), Алексей Казаков (11), Роман Яковлев (10), Игорь Шулепов (14), Руслан Олихвер (8), Евгений Митьков (л). Выход на замену: Сергей Тетюхин (0), Роман Архипов (0), Александр Герасимов (0). Болгария: Евгений Иванов (6), Николай Иванов (1), Ивайло Стефанов (5), Николай Желязков (10), Красимир Стефанов (16), Пламен Константинов (8), Даниэл Пеев (л). Выход на замену: Христо Цветанов (0), Данаил Михайлов (0).                                                       |                                                                         |                                                          |              |
| № 22(251) | 9.09.2001 Острава. Дворец культуры и спорта «Витковице». 800 зрителей   | Россия — Словакия — 3:1 (20:25, 25:19, 25:20, 25:17)     | Группа А     |
| Россия: Вадим Хамутцких (5), Павел Абрамов (16), Алексей Казаков (4), Роман Яковлев (23), Игорь Шулепов (5), Руслан Олихвер (7), Евгений Митьков (л). Выход на замену: Сергей Тетюхин (0), Алексей Кулешов (5), Александр Герасимов (2). Словакия: Марек Кардош (2), Габриэл Хохолак (11), Мариан Ваврек (8), Андрей Краварик (14), Бранко Пистович (11), Рихард Немец (12), Кубица (л). Выход на замену: Владимир Прохазка (2), Янковиц (2), Бартик (0).                                                                 |                                                                         |                                                          |              |
| № 23(252) | 10.09.2001 Острава. Дворец культуры и спорта «Витковице». 700 зрителей  | Россия — Нидерланды — 3:1 (24:26, 25:22, 25:20, 25:17)   | Группа А     |
| Россия: Павел Абрамов (14), Алексей Казаков (7), Роман Яковлев (21), Игорь Шулепов (18), Руслан Олихвер (8), Вадим Хамутцких (1), Евгений Митьков (л). Выход на замену: Сергей Тетюхин (0), Александр Герасимов (0). Нидерланды: Рейндер Нюммердор (12), Майк ван де Гор (4), Ричард Схёйл (14), Гёйдо Гёртзен (14), Сандер Олстхорн (6), Нико Фрерикс (4), Йост Койстра (л). Выход на замену: Йохем де Грёйтер (1), Аллан ван де Ло (0), Ерун Троммел (0).                                                               |                                                                         |                                                          |              |
| № 24(253) | 12.09.2001 Острава. Дворец культуры и спорта «Витковице». 250 зрителей  | Россия — Словения — 3:0 (25:17, 25:14, 25:21)            | Группа А     |
| Россия: Павел Абрамов (15), Алексей Казаков (10), Роман Яковлев (15), Игорь Шулепов (9), Руслан Олихвер (9), Вадим Хамутцких (0), Евгений Митьков (л). Выход на замену: Сергей Тетюхин (0), Александр Герасимов (0). Словения: Шмуц (1), Пежель (6), Пушник (4), Фуйс (2), Миклавц (4), Радович (9), Скорц (л). Выход на замену: Плешко (4), Котник (7), Сатлер (0), Слатинчек (0). |                                                                         |                                                          |              |
| № 25(254) | 13.09.2001 Острава. Дворец культуры и спорта «Витковице». 7800 зрителей | Чехия — Россия — 3:0 (25:19, 25:21, 25:23)               | Группа А     |
| Чехия: Петр Заплетал (2), Иржи Новак (10), Мартин Лебл (8), Якуб Новотный (15), Иво Дубс (8), Пжемысл Кубала (8), Смолка (л). Выход на замену: Марек Новотный (0), Далибор Полак (4), Людек Чернушек (1), Петр Пешл (0). Россия: Вадим Хамутцких (3), Павел Абрамов (6), Алексей Казаков (6), Роман Яковлев (9), Игорь Шулепов (11), Руслан Олихвер (4), Евгений Митьков (л). Выход на замену: Сергей Тетюхин (0), Александр Герасимов (0), Роман Архипов (0), Алексей Кулешов (2).                                       |                                                                         |                                                          |              |
| № 26(255) | 15.09.2001 Острава. Дворец культуры и спорта «Витковице». 2000 зрителей | Россия — Югославия — 0:3 (20:25, 17:25, 27:29)           | 1/2 финала   |
| Россия: Павел Абрамов (4), Алексей Казаков (6), Роман Яковлев (13), Игорь Шулепов (8), Руслан Олихвер (7), Вадим Хамутцких (0), Евгений Митьков (л). Выход на замену: Александр Косарев (5), Алексей Кулешов (5), Роман Архипов (0), Сергей Тетюхин (1), Александр Герасимов (0). Югославия: Дьюла Мештер (6), Никола Грбич (4), Горан Вуевич (15), Андрия Герич (6), Иван Милькович (19), Слободан Бошкан (8), Васа Миич (л). Выход на замену: Игор Вушурович (0).                                                       |                                                                         |                                                          |              |
| № 27(256) | 16.09.2001 Острава. Дворец культуры и спорта «Витковице». 4500 зрителей | Россия — Чехия — 3:2 (18:25, 25:15, 21:25, 25:22, 15:12) | За 3-е место |
| Россия: Павел Абрамов (1), Алексей Казаков (0), Роман Яковлев (1), Игорь Шулепов (12), Руслан Олихвер (8), Вадим Хамутцких (0), Евгений Митьков (л). Выход на замену: Александр Косарев (14), Алексей Кулешов (9), Роман Архипов (5), Сергей Тетюхин (0), Александр Герасимов (12). Чехия: Людек Чернушек (1), Иржи Новак (12), Мартин Лебл (8), Якуб Новотный (20), Иво Дубс (4), Пжемысл Кубала (14), Смолка (л). Выход на замену: Петр Заплетал (0), Марек Новотный (3), Далибор Полак (4), Петр Пешл (0), Явурек (0). |                                                                         |                                                          |              |

## Состав
Всего в 2001 году в составе сборной России в официальных турнирах играло 17 волейболистов. Дебютировали в составе сборной Павел Абрамов, Роман Архипов, Григорий Афиногенов, Максим Терёшин.
В скобках указано число матчей, проведённых в стартовом составе + в качестве либеро
| № п/п | Игрок               | Год рождения | Амплуа       | Клуб                               | Турниры и игры | Турниры и игры | Турниры и игры | Всего матчей | Очки |
| № п/п | Игрок               | Год рождения | Амплуа       | Клуб                               | МЛ             | ОЧМ            | ЧЕ             | Всего матчей | Очки |
| ----- | ------------------- | ------------ | ------------ | ---------------------------------- | -------------- | -------------- | -------------- | ------------ | ---- |
| 1     | Роман Яковлев       | 1976         | диагональный | «Модена»                           | 13(13)         | 1 ?            | 7(7)           | 21(20)       | 270  |
| 2     | Игорь Шулепов       | 1972         | доигровщик   | «Парма»                            | 17(17)         | 2(2) ?         | 7(7)           | 26(26)       | 266  |
| 3     | Алексей Казаков     | 1976         | блокирующий  | «Каза Модена»                      | 17(17)         | 2(2) ?         | 7(7)           | 26(26)       | 186  |
| 4     | Андрей Егорчев      | 1978         | блокирующий  | «Локомотив-Белогорье»              | 16(15)         | 1(1) ?         | 17(16)         | 26(26)       | 130  |
| 5     | Александр Герасимов | 1975         | диагональный | УЭМ-«Изумруд» «Перуджа»            | 16(5)          | 2(2) ?         | 7              | 25(7)        | 119  |
| 6     | Илья Савельев       | 1971         | доигровщик   | «Джапан Табакко»                   | 13(11)         |                |                | 13(11)       | 114  |
| 7     | Павел Абрамов       | 1979         | доигровщик   | «Искра» «Динамо»                   | 13(1+1)        | 2(2) ?         | 7(7)           | 22(10+1)     | 99   |
| 8     | Максим Терёшин      | 1979         | диагональный | МГТУ-«Лужники»                     | 8(2)           |                |                | 8(2)         | 52   |
| 9     | Руслан Олихвер      | 1969         | блокирующий  | «Васко да Гама» МГТУ-«Лужники»     |                | 1(1) ?         | 7(7)           | 8(8)         | 51   |
| 10    | Сергей Тетюхин      | 1975         | доигровщик   | «Парма» «Локомотив-Белогорье»      | 9(4)           |                | 7              | 16(4)        | 45   |
| 11    | Александр Косарев   | 1977         | доигровщик   | «Локомотив-Белогорье»              | 4              |                | 2              | 6            | 31   |
| 12    | Роман Архипов       | 1980         | связующий    | МГТУ-«Лужники»                     | 11(2)          | 3(2)           | 4              | 18(4)        | 27   |
| 13    | Константин Ушаков   | 1970         | связующий    | «Трентино» ССК «Анкара»            | 15(15)         | 2(1) ?         |                | 17(16)       | 26   |
| 14    | Алексей Кулешов     | 1979         | блокирующий  | «Локомотив-Белогорье»              |                |                | 4              | 4            | 21   |
| 15    | Вадим Хамутцких     | 1969         | связующий    | «Локомотив-Белогорье»              |                |                | 7(7)           | 7(7)         | 11   |
| 16    | Григорий Афиногенов | 1980         | блокирующий  | «Искра»                            | 4              |                |                | 4            | 3    |
| 17    | Евгений Митьков     | 1972         | либеро       | «Монтикьяри» «Локомотив-Белогорье» | 17(0+17)       | 3(0+3)         | 7(0+7)         | 27(0+27)     | 0    |

- Главный тренер — Геннадий Шипулин.

## Итоги
Всего в 2001 году сборная России провела 27 официальных матчей, победив 18 раз и уступив в 9 поединках при соотношении партий 63:37. Соперниками россиян в этих матчах были национальные сборные 14 стран.
| Турнир                                   | И  | В | П | С/П   | Место |
| ---------------------------------------- | -- | - | - | ----- | ----- |
| Мировая лига. Интерконтинентальный раунд | 12 | 8 | 4 | 28:14 | 1 гр. |
| Мировая лига. Финальный турнир           | 5  | 3 | 2 | 13:9  | 3     |
| Чемпионат мира 2002. Квалификация        | 3  | 2 | 1 | 7:3   | 2 гр. |
| Чемпионат Европы                         | 7  | 5 | 2 | 15:11 | 3     |